# 旭化学工業
旭化学工業株式会社（あさひかがくこうぎょう、英: Asahi Kagaku Kogyo Co., Ltd. ）は、愛知県安城市に本社を置くプラスチックの成形加工メーカー。

## 沿革
- 1966年（昭和41年）9月1日 - 「旭化学工業株式会社」を設立[1]。
- 1974年（昭和49年）3月 - 旭産業株式会社を設立[1]。
- 1982年（昭和57年）3月 - 旭モールド株式会社を設立[1]。
- 1989年（平成元年）3月 - 旭モールド株式会社を吸収合併[1]。同年8月、旭産業株式会社を吸収合併[1]。
- 1993年（平成5年）4月9日 - 日本証券業協会（現・JASDAQ）に株式を店頭登録[1]。
- 2004年（平成16年）12月 - ジャスダック証券取引所に株式を上場[1]。
- 2025年（令和7年）1月14日 - 名古屋証券取引所メイン市場に上場。

## 主な製品
- 電動工具部品
- 自動車部品
- 建築用資材

その他製品

## 事業所
- 本部・安城工場（愛知県安城市）
- 本社工場（愛知県碧南市）